# ایتسخاک یوسف
ایتسخاک یوسف (عبری: יצחק יוסף‎؛ زادهٔ) راب اعظم سفاردی اسرائیل است که به روش یشیوای یشیوای هازون عووادیه نیز مشهور است و نویسندهٔ رشته کتاب‌های محبوبی در خصوص شریعت یهود به نام یالکوت یوسف است. خاخام یوسف پسر حاخام عووادیه یوسف حاخام سابق اسرائیل است و احکام خود در خصوص شریعت یهودی را بر شیوهٔ حکم کردن پدرش استوار می‌سازد.
یوسف در بین یهودیان سفاردی در تمامی دنیا بسیار منفور است و به خاطر احکام شرعی خود جایزه راو کوک را در اسرائیل برنده شده‌است.

## زندگینامه
یوسف در سال ۱۹۵۲ در اسرائیل به عنوان ششمین پسر راب اعظم اسرائیل عوادیه یوسف به دنیا آمد. او به مدرسه تلمود تورا رفت. او در سن ۱۲ سالگی تحصیل خود را در یشیوا پورات یوسف شروع کرد. سپس به یشیوای یشیوات هانگف رفت. او تحصیلات خود را در یشیوای هبرون در اورشلیم ادامه داد. 
در سن ۱۸ سالگی او فتواهای هلاخایی که پدرش داده بود را در کتابی به نام یالکوت یوسف جمع‌آوری و چاپ کرد. پدرش در این کتاب به وی کمک کرد و گاهی این کتاب به دلیل اینکه فتواهای پدرش است به وی نسبت داده می‌شود. 

## فعالیت‌ها
در سال ۱۹۷۳ او به کمک پدرش کولل هازون عوادیا را تأسیس کرد. در سال ۱۹۸۰ او ربی شد. در سال ۱۹۹۲ او هازون عوادیا را به یک یشیوا گسترش داد. در سال ۲۰۱۳ او راب اعظم سفاردی اسرائیل شد.

## سخنان بحث‌برانگیز

### دوری از یهودیان غیرمذهبی
یوسف به یهودیان پیرو خود توصیه کرده‌است تا فرزندان خود را از معاشرت با یهودیان غیرمذهبی و سکولار منع کنند. 

### کشتن دشمنان
هنگامی که فرمانده ارتش اسرائیل گادی ایسنکوت بیان کرد که سربازان ارتش باید قانون را رعایت کنند و فردی را که حمله کرده‌است پس از دستگیری نکشند یوسف فتوا داد که در آن به سربازان توصیه کرد هر نوع دشمنی را بکشند و کاری به قوانین ارتش نداشته باشند. 

### غیریهودیان در اسرائیل
در ماه مارس سال ۲۰۱۶ یوسف در سخنانی عنوان کرد که بر اساس فقه یهودی جنتیلها (غیریهودیان) نباید در ارض اسرائیل زندگی کنند.
او عنوان کرد که اگر ما قدرت داشتیم باید تمامی غیریهودیان را از سرزمین مقدس بیرون میکردیم. او ادامه داد که تنها دلیل حضور جنتیلها در کشور اسرائیل خدمتگزاری به یهودیان است. اتحادیه ضد افترا در بیانیه‌ای سخنان یوسف را محکوم کرد. 

### مقایسه سیاه پوستان و میمونها
در سال ۲۰۱۸ یوسف در سخنانی سیاه پوستان را با میمونها مقایسه کرد. اتحادیه ضد افترا در بیانیه‌ای سخنان وی را محکوم کرد.